# Nabil Abidallah
Nabil Abidallah (Amsterdam, 5 augustus 1982) is een Nederlands-Marokkaans voormalig voetballer die als middenvelder speelde.
Abidallah ging in 2000 vanuit de jeugdopleiding van AFC Ajax samen met Guillermo Graaven op aanraden van scout Romeo Zondervan naar Ipswich Town. Daar kwam hij in vier jaar tot twee wedstrijden in het eerste team. Ook op huurbasis voor een maand, begin 2004 bij Northampton Town speelde hij maar één wedstrijd. In 2003 was hij op proef bij FC Thun en Ross County. Toen zijn contract in 2004 afliep speelde hij eerst in Engeland en daarna in Nederland in het amateurvoetbal. Ook was hij op proef bij sc Heerenveen. In 2006 werd hij door de rechtbank van South East Suffolk tot een voorwaardelijke straf van drie jaar veroordeeld wegens inbraak. Hij had spullen uit zijn oude woning gehaald, waar hij tijdens zijn verblijf bij Clacton Town woonde, nadat hij daar wegens een huurachterstand uitgezet was. In 2008 en 2009 speelde hij in Zweden in de Division 2 bij Fässbergs IF. In 2009 was hij op proef bij SEF Torres Calcio 1903 op lager Italiaans niveau.
Abidallah was Nederlands jeugdinternational.